# Monumento conmemorativo a los bomberos (Manhattan)
El Monumento conmemorativo a los bomberos (en inglés Firemen's Memorial) es un monumento de 1913 en Riverside Drive en la calle 100 de Manhattan, en la ciudad de Nueva York (Estados Unidos). 

## Contexto
Como otras grandes ciudades, Nueva York fue devastada por incendios en los siglos XVIII y XIX. En 1776, en medio de la Guerra de Independencia de los Estados Unidos, un gran incendio arrasó la ciudad y destruyó 493 edificios. Otros dos grandes incendios, en 1835 y 1845, juntos destruyeron aproximadamente 1000 edificios y mataron a 50 personas, incluidos varios bomberos. La seguridad contra incendios mejoró a fines del siglo XIX y principios del XX, pero la extinción de incendios siguió siendo una tarea peligrosa. Después de la muerte por ahogamiento en 1907 del subjefe de bomberos Charles W. Kruger en un sótano inundado de Canal Street, el obispo Henry C. Potter propuso un monumento a los bomberos que habían muerto en el desempeño de sus funciones.
Potter estableció un comité para construir un monumento, y fue su primer presidente, siendo sucedido por Isidor Straus, copropietario de Macy's. La Junta de Estimación otorgó 40 000 dólares al proyecto el 17 de julio de 1911 y se recaudaron 50 500 dólares adicionales a través de una suscripción popular.
Aunque originalmente se planeó para Union Square, el monumento finalmente terminó construyéndose en el elegante Riverside Drive, junto al cual se encontraba el rústico Riverside Park de estilo inglés de Frederick Law Olmsted. El monumento fue diseñado por el arquitecto Harold Van Buren Magonigle y sus esculturas son de Attilio Piccirilli. El sitio consta de una gran escalera que sube desde el oeste, una plaza con balaustradas y el monumento de mármol de Knoxville. Encima de la fuente, que se extiende desde la estructura en forma de caja del monumento, hay una gran escena en bajorrelieve de un motor tirado por caballos que se precipita hacia el fuego. El monumento está flanqueado al norte y al sur por grupos de esculturas que representan el "Deber" y el "Sacrificio".

## Inscripción
La inscripción en el reverso del monumento dice:

To the men of the fire department
of the city of New York
who died at the call of duty
soldiers in a war that never ends
this memorial is dedicated
by the people of a grateful city
Erected MCMXII

Nativo de Nueva Jersey, Magonigle fue un exitoso arquitecto de monumentos, incluido el mausoleo conmemorativo a McKinley en Ohio y el Monumento conmemorativo a la Libertad en Misuri. Piccirilli estudió talla de mármol en el estudio de su padre en Italia, antes de mudarse a los Estados Unidos en 1888. Magonigle y Piccirilli habían colaborado anteriormente en el Monumento Nacional USS Maine en Central Park, y Piccirilli utilizó la misma modelo (Audrey Munson) para las figuras femeninas de ambos. El fragmento independiente de Piccirilli, Estudio de una cabeza, se deriva del Monumento a los Bomberos y se encuentra en la colección del Museo Metropolitano de Arte.
Dianne Durante comparó el grupo de estatuas del norte de Piccirilli (una mujer acunando el cuerpo inerte de un bombero) con la estatua de Miguel Ángel de una Virgen afligida. También elogió al grupo del sur, la misma mujer que sostiene a un niño (presumiblemente la viuda y el hijo del bombero muerto), una escena que describe como "desgarradora". Ella atribuye el poder del bajorrelieve para comunicar la urgencia y el dramatismo a la decisión del artista de representar un motor tirado por caballos, en lugar de un motor motorizado sin emociones, y atribuye la atemporalidad de las esculturas al uso de cortinas clásicas y sencillas. , en lugar de vestuario contemporáneo.

## Dedicatoria y placa
El monumento fue dedicado el 5 de septiembre de 1913. Cada otoño, se lleva a cabo una ceremonia en el memorial para honrar la memoria de los bomberos que han muerto durante sus labores. Esta adquirió una importancia aún mayor después de los ataques del 11 de septiembre de 2001. En total, 343 bomberos de Nueva York murieron en respuesta a los ataques y al derrumbe del World Trade Center. En las semanas que siguieron, el monumento se convirtió en un santuario para esos bomberos, una ceremonia anual en el monumento ahora también se lleva a cabo el 11 de septiembre de cada año.
En 1927 se instaló una placa de bronce en la plaza debajo del monumento. Fue colocada por la Sociedad Estadounidense para la Prevención de la Crueldad hacia los Animales y está dedicada a los caballos que antaño tiraban de las carretas de los bomberos.

## Galería

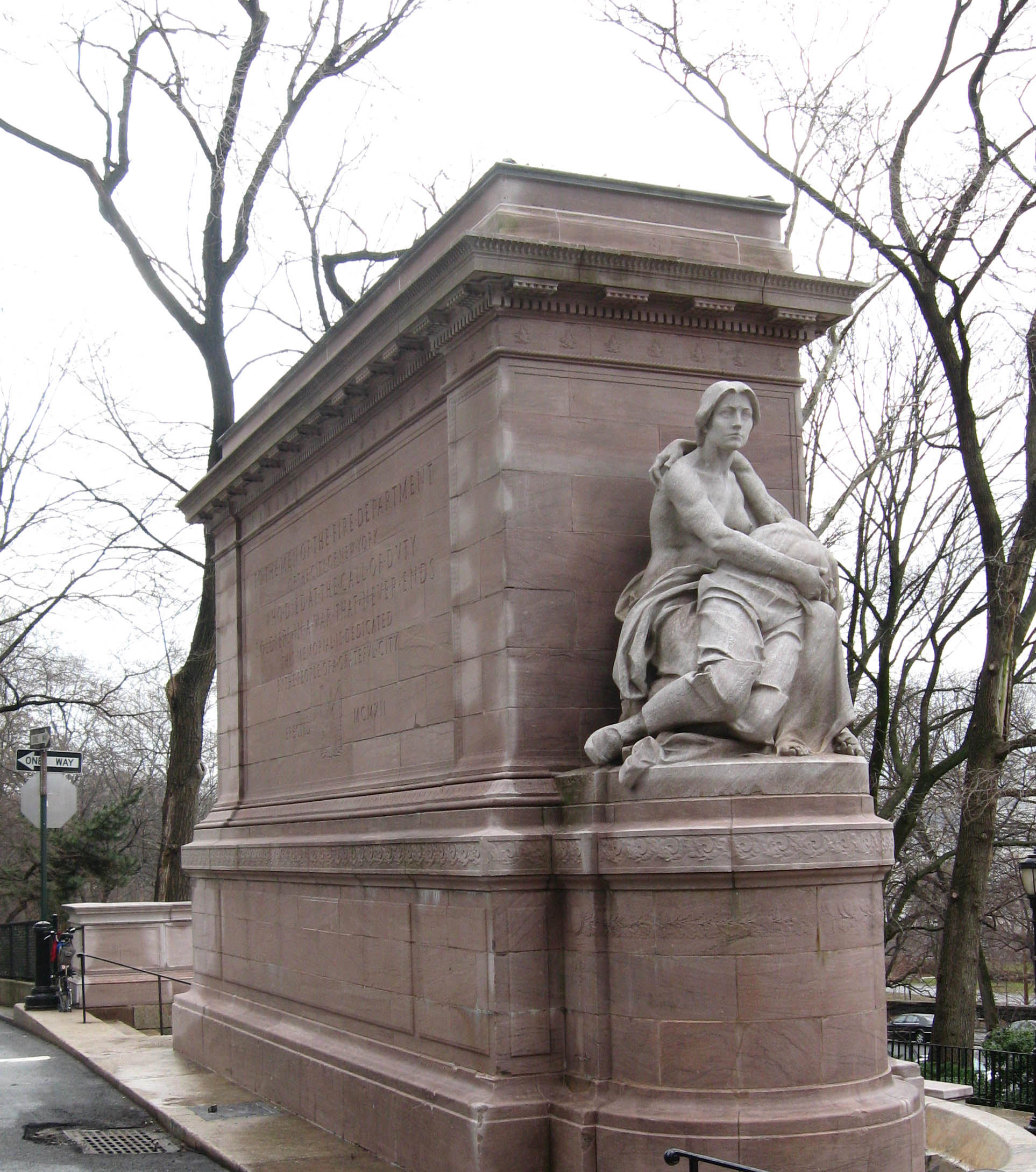
Costado norte
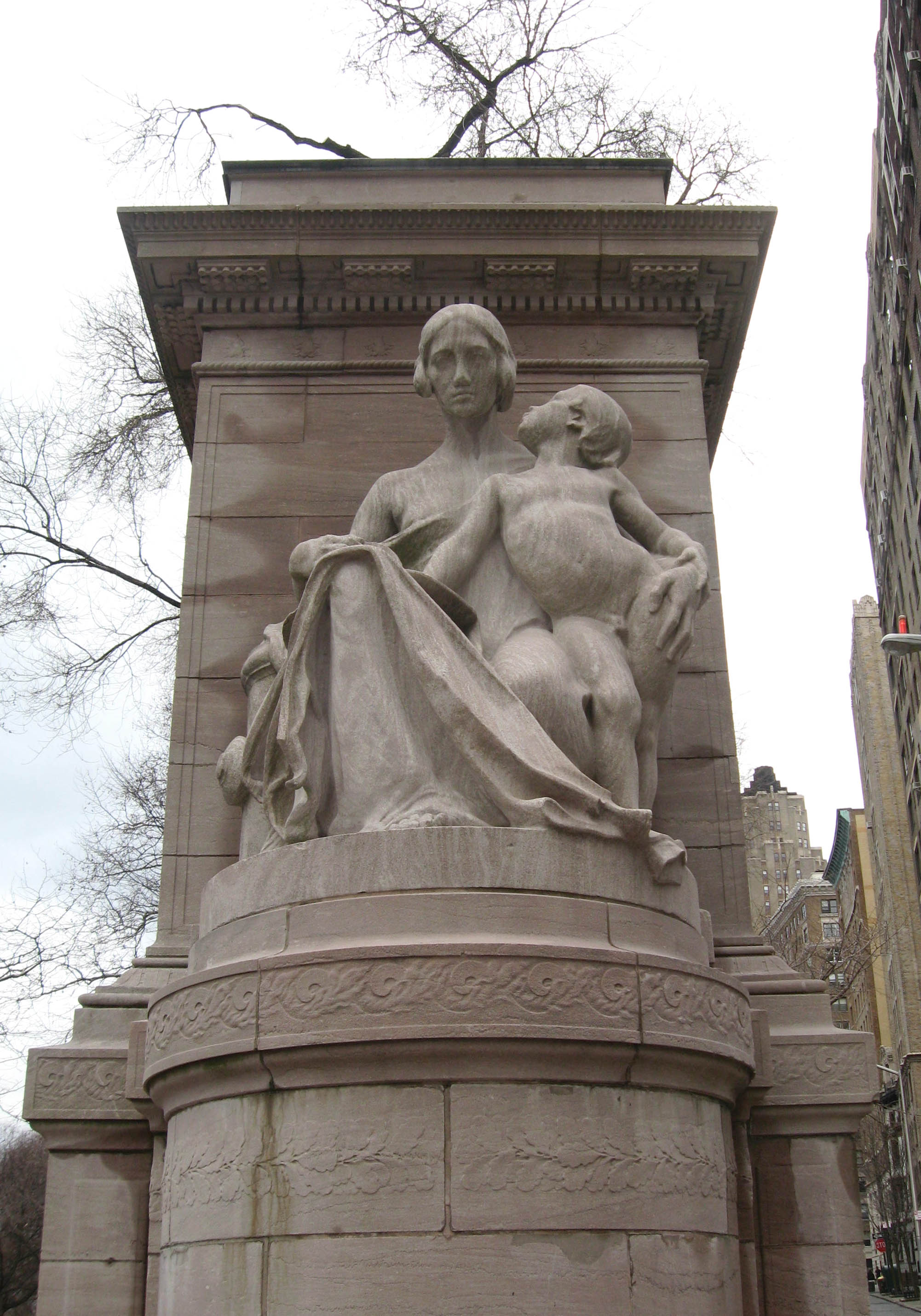
Costado sur